# Barón Rojo, la película
Barón Rojo, la película es una película documental española de 2012 dirigida por Javier Paniagua y José San Cristóbal, que narra la historia de la legendaria agrupación de heavy metal Barón Rojo. El documental está enfocado principalmente en la época en que la banda estaba conformada por los hermanos Armando y Carlos de Castro, José Luis Campuzano y Hermes Calabria.

## Sinopsis
Tras veinte años de la separación de la formación original de Barón Rojo, conformada por Armando de Castro, Carlos de Castro, José Luis Campuzano y Hermes Calabria, en 2010 se celebró la esperada reunión de estos músicos. Con imágenes inéditas y colaboraciones de fanáticos, la película relata la historia de la banda desde sus humildes inicios hasta su consolidación como la mejor banda de heavy metal española, pasando por todos los obstáculos que sus músicos tuvieron que vivir y sus problemas internos, que desencadenaron el final de la formación clásica.